# ZygZak
ZygZak – amerykański film sensacyjny z 2002 roku na podstawie powieści Landona Napoleona.

## Główne role
- John Leguizamo - Dean Singer
- Wesley Snipes - Dave Fletcher
- Oliver Platt - Pan Walters
- Natasha Lyonne - Jenna, pracująca dziewczyna
- Luke Goss - Cadillac Tom
- Sam Jones III - Louis ZigZag Fletcher
- Sherman Augustus - Detektyw Jonathan Hawke
- Michael Greyeyes - Dale
- Jullian Dulce Vida - Ramon
- Ivan Basso - Javier
- Abraham Benrubi - Hector
- Warren G. Hall - Wayne
- Daniel Louis Rivas - Rico
- Roberta Valderrama - Tawny
- Eddie Perez - Eddie

## Opis fabuły
Louis to 15-letni geniusz komputerowy. Kiedy razem z ojcem wpadają w kłopoty finansowe, wpada na genialny pomysł. Postanawia pożyczyć pieniądze od szefa. Ale kiedy otwiera skrzynkę zauważa, że w środku jest kilka tysięcy. Zabiera je ze sobą, ale po poradzie przyjaciela decyduje się je zwrócić, by nikt nie zauważył. Jego szef jednak zdążył wezwać policję.